# ناحية القادسية
ناحية القادسية وهي ناحية عراقية على شكل شبه جزيرة تحيط بها المياه من ثلاث جهات حيث ينقسم نهر الفرات فيها إلى أكثر من قسمين وتعتبر من أهم المناطق الزراعية في محافظة النجف وتتبع اداريا لقضاء المشخاب وهي ذات أرض خصبة جدا وفيها تزرع أفضل أنواع الرز. بلغ تعداد سكان الناحية قرابة 47.6 ألف نسمة حسب إحصاء مديرية التخطيط في النجف لعام 2017م
يعيش في الناحية مجموعة العشائر العربية الكبير التي تسكن الناحية منذ التاريخ الأسلامي وتعتبر من المناطق التاريخية في العراق وفي زمن الأحتلال البريطاني للعراق عام 1917م شاركت في الناحية في ثورة العشرين في النجف. 